# Odposlouchávací zařízení

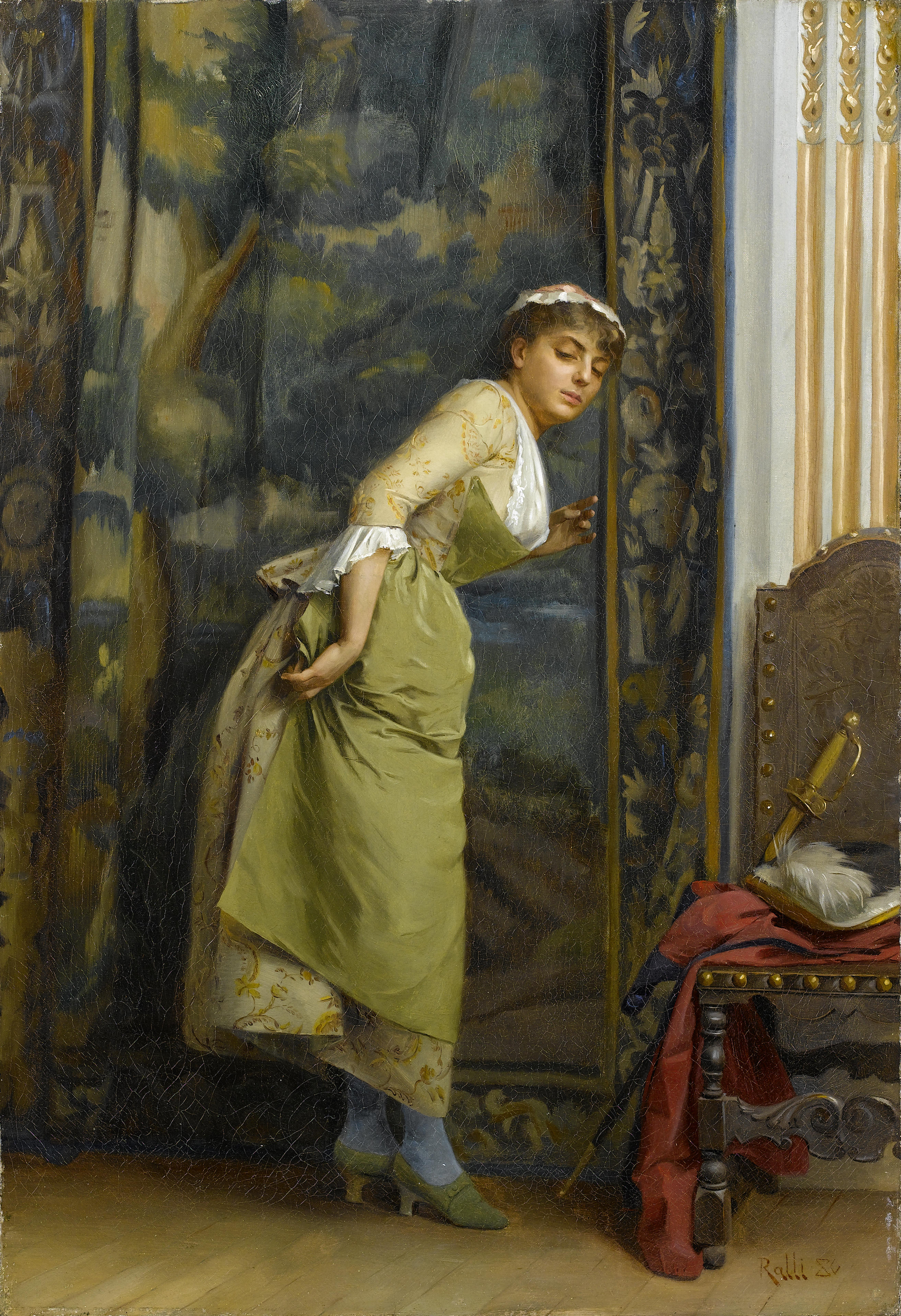
Tradiční odposlech přes dveře bez zvláštního vybavení

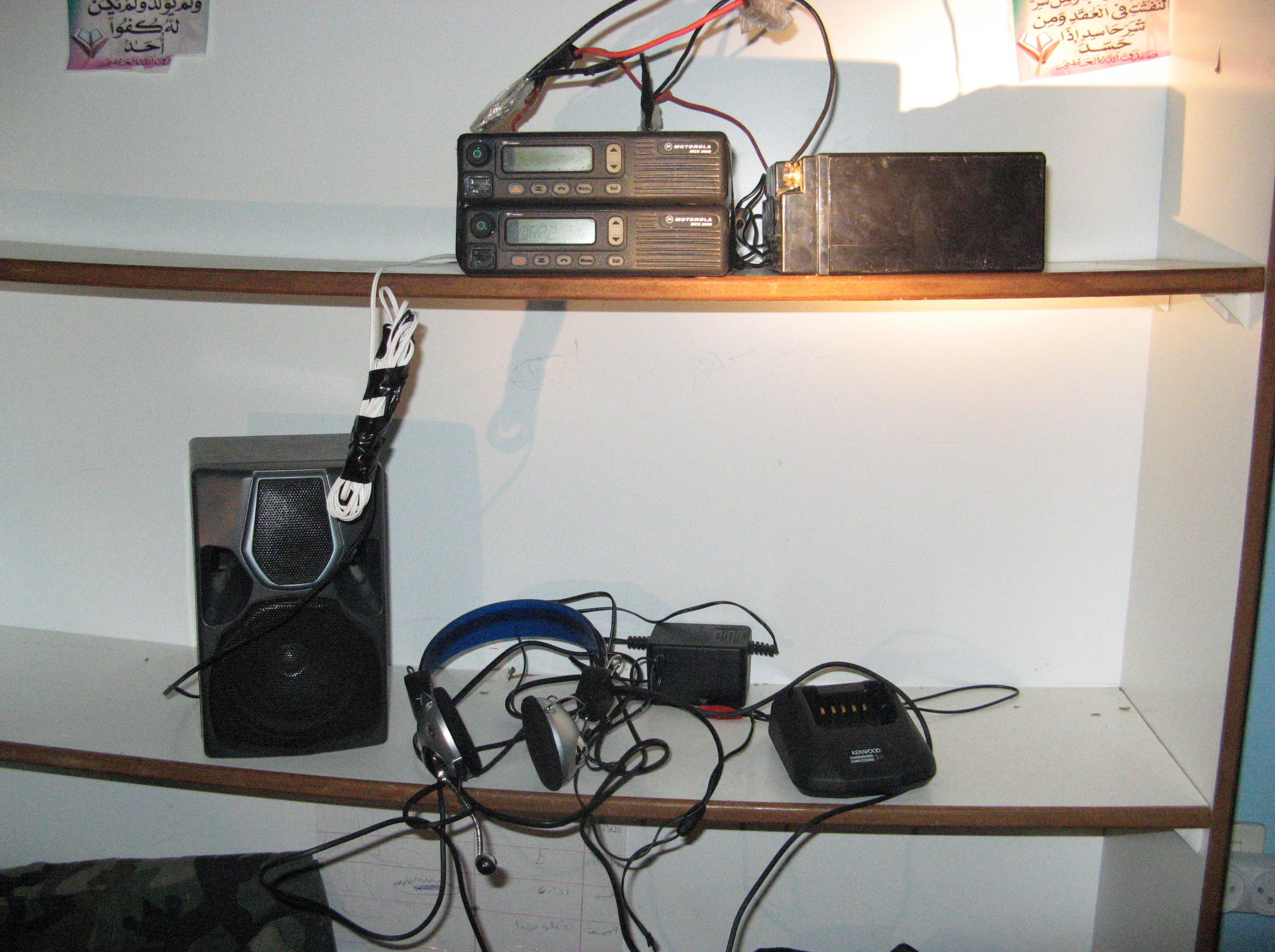
Odposlouchávací stanice hnutí Hamas v Izraeli

Odposlouchávací zařízení je technologie, díky které lze poslechnout v reálném čase, nebo zaznamenat zvuk ze vzdáleného místa. Odposlouchávat lze buď tajně, nebo s vědomím odposlouchávaných (například jako kontrola nadřízeným). První odposlouchávací zařízení s názvem Buran vyrobil údajně Lev Sergejevič Těrmen [zdroj?]. Toto zařízení bylo hojně využíváno za Studené války, ale využívá se i dnes, v kombinaci se miniaturními skrytými kamerami. Odposlouchávat lze buď telekomunikační provoz (radiovysílání, telefon) nebo přímo na místě zdroje zvuku, například umístěním odposlouchávacího zařízení do místnosti či vozidla, na oděv či vybavení osoby, dálkovým snímáním vibrace oken a podobně.
Nejjednodušší štěnici si dnes může vyrobit každý doma, s běžně dostupnými součástkami. Ovšem používání tohoto zařízení je podle českých zákonů zakázáno.[zdroj⁠?!]